# Billy McKinlay
William Alexander "Billy" McKinlay (Glasgow, 22 de abril de 1969) é um ex-futebolista e treinador de futebol escocês que atuou na Seleção Escocesa de Futebol. Disputou a Copa do Mundo FIFA de 1998.

## Carreira em clubes
Billy, que apesar do sobrenome não possui parentesco com Tosh McKinlay, seu companheiro de seleção, se destacou no Dundee United, onde jogou por dez anos.
Passou também por Blackburn Rovers, Leicester City (passagem por empréstimo), Bradford City, Preston North End e Clydebank.
Encerrou a carreira de jogador em 2005, após apenas duas partidas pelo Fulham, onde permanece até hoje, agora como treinador das categorias de base.